# Anžela Balahonova
Anžela Anatolijivna Balahonova (ukrajinsko Анжела Анатоліївна Балахонова), ukrajinska atletinja, * 28. december 1972, Šahtarsk, Sovjetska zveza.
Nastopila je na poletnih olimpijskih igrah v letih 2000 in 2004, ko je osvojila šesto mesto v skoku ob palici. Na svetovnih prvenstvih je osvojila srebrno medaljo leta 1999, na evropskih prvenstvih naslov prvakinje leta 1998, kot tudi na evropskih dvoranskih prvenstvih istega leta.